# Mandjelia thorelli
Mandjelia thorelli is een spinnensoort uit de familie Barychelidae. De soort komt voor in Queensland.